# Vágmosóc megállóhely
Vágmosóc megállóhely Vágmosócon, a Vágújhelyi járásban van, melyet a Železničná spoločnosť Slovensko a.s. üzemeltet.

## Vasútvonalak
Az állomást az alábbi vasútvonalak érintik:
- Pozsony–Zsolna-vasútvonal

## Kapcsolódó állomások
A vasútállomáshoz az alábbi állomások vannak a legközelebb:
- Brunóc megállóhely
- Vágújhely vasútállomás

## Forgalma
| Járat        | Útvonal | Gyakoriság |            |
| ------------ | ------- | --- | ---------- |
| személyvonat | Os 3307 | Lipótvár – Vágmedence – Nagykosztolány – Vágdebrőd – Pöstyén – Felsőszerdahely – Brunóc – Vágmosóc – Vágújhely – Bogoszló - Melcsicmogyoród – Vágegyháza-Alsózáros – Trencsén-Vágaranyos – Trencsén – Trencsén-Vágapátfalva – Hőlak – Máriatölgyes – Illava – Kasza – Lédec – Bellus – Alsókocskóc – Puhó – Vágormos – Milohó – Vágbeszterce – Vághéve – Pelyvássomfalu – Peredmér – Nagybiccse – Alsóricsó – Felsőricsó – Zsolna | napi 1 pár |